# Nadine Auzeil-Schoellkopf
Nadine Auzeil-Schoellkopf (ur. 19 sierpnia 1964 w Barr) – francuska lekkoatletka, która specjalizowała się w rzucie oszczepem.
Trzykrotna uczestniczka igrzysk olimpijskich – Seul 1988, Atlanta 1996 oraz Sydney 2000. W żadnym z olimpijskich występów nie awansowała do finału. Dwa razy startowała w mistrzostwach świata – Tokio 1991 (nie awansowała do finału), Sewilla 1999 (nie awansowała do finału). W 1990 i 1994 bez powodzenia uczestniczyła w mistrzostwach Europy. W 1999 zajęła trzecie miejsce w zawodach pucharu Europy. Czterokrotna medalistka igrzysk śródziemnomorskich. W ciągu swojej kariery zdobyła 10 złotych medali mistrzostw Francji (w latach 1984–2001). Rekord życiowy: stary model oszczepu – 64,32 (1994); nowy model - 62,16 (27 czerwca 2000, Strasburg).